# Фулуфьеллет (национальный парк)
Фулуфьеллет (швед. Fulufjället) — национальный парк в центральной Швеции, расположенный в пределах коммуны Эльвдален, лен Даларна. Площадь приблизительно 385 кв. км. Он получил своё название в честь горы Фулуфьеллет высотой 1044 метров. Парк охватывает часть массива с одноимённым названием, который является составляющим южных Скандинавский гор в Швеции. Норвежская территория к западу от него также называется Фулуфьеллет.
Парк является одним из самых молодых в Швеции, открытый королём Карлом XVI Густавом в 2002 году. На церемонии присутствовало несколько тысяч гостей. Это один из проектов организации PAN Parks, которая была создана для сохранения дикой природы Европы и совмещения её с туризмом.
Фулуфьеллет — это высокое плато, пронизанное множеством горных рек, впадающих в более крупную Далэльвен, создающее уникальный ландшафт местности. Парк в основном состоит из голых горных вершин и альпийских лугов, характерных для шведских гор, 65 % территории занимает тундра. Голые горы, покрытые лишайником, перемежаются глубокими долинами, где растут древние хвойные леса. Одним из символов парка является птица кукша.
Место также служит ареалом для некоторых видов птиц, бурых медведей и рысей. Главной достопримечательностью Фулуфьеллет является водопад Ньюпешер, высотой 93 метра. В парке растёт «Старый Тикко» — старейшее в мире дерево, возраст которого оценивают в 9 550 лет.

## Название
Происхождение названия Фулуфьеллет точно неизвестно: суффикс -fjället означает «гора», но начало слова fulu- не имеет определённого значения. Высказывались предположения, что, возможно, корень слова переводится со старошведского как «тусклый» или «бледный» как имена города Фалун и реки Фулан. Таким образом гора и весь лесной массив могли получить название от близлежащего города, точнее, от старой дороги, соединяющей город Трюсиль с Фалуном. Этот путь как раз проходил через горы, откуда и могло пойти название «гора по дороге в Фалун».

## География

### Расположение
Парк располагается в лене Даларна в 25 км юго-западнее Сёрны. Он простирается вдоль норвежской границы на 385 км и занимает площадь 38 483 га. Расстояние до Стокгольма составляет 400 км. Ближайшая железнодорожная станция и аэропорт находятся в городе Мура в 140 км севернее.

### Климат
Фулуфьеллет, расположенный вдалеке от моря, имеет умеренно континентальный, достаточно засушливый климат. Средняя температура здесь 1 °C; количество осадков достаточно высокое (600 −850 мм в год). Снежный покров сохраняется от 170 до 200 дней в году.
Погода в парке очень изменчива как в плане температуры, так и неравномерностью осадков. Так 30-31 августа 1997 его территория была накрыта мощнейшим ураганом. За 24 часа выпало количество осадков равное 276 мм, (в некоторых более южных местах до 400 мм), что стало рекордом за всю историю метеонаблюдений в Швеции. Местности был нанесён значительный ущерб. Многие деревья были повалены.
| Показатель                                            | Янв.  | Фев.  | Март | Апр. | Май  | Июнь | Июль | Авг. | Сен. | Окт. | Нояб. | Дек.  | Год   |
| ----------------------------------------------------- | ----- | ----- | ---- | ---- | ---- | ---- | ---- | ---- | ---- | ---- | ----- | ----- | ----- |
| Средняя температура, °C                               | −12,1 | −10,5 | −5,2 | 0,3  | 6,9  | 12,1 | 13,3 | 11,7 | 7,2  | 2,2  | −5,2  | −10,8 | 0,8   |
| Норма осадков, мм                                     | 34,2  | 26,5  | 30,2 | 33,6 | 48,8 | 66,5 | 80,4 | 67,6 | 70,6 | 55   | 45,5  | 39,6  | 601,1 |
| Источник: Шведский институт метеорологии и гидрологии |       |       |      |      |      |      |      |      |      |      |       |       |       |

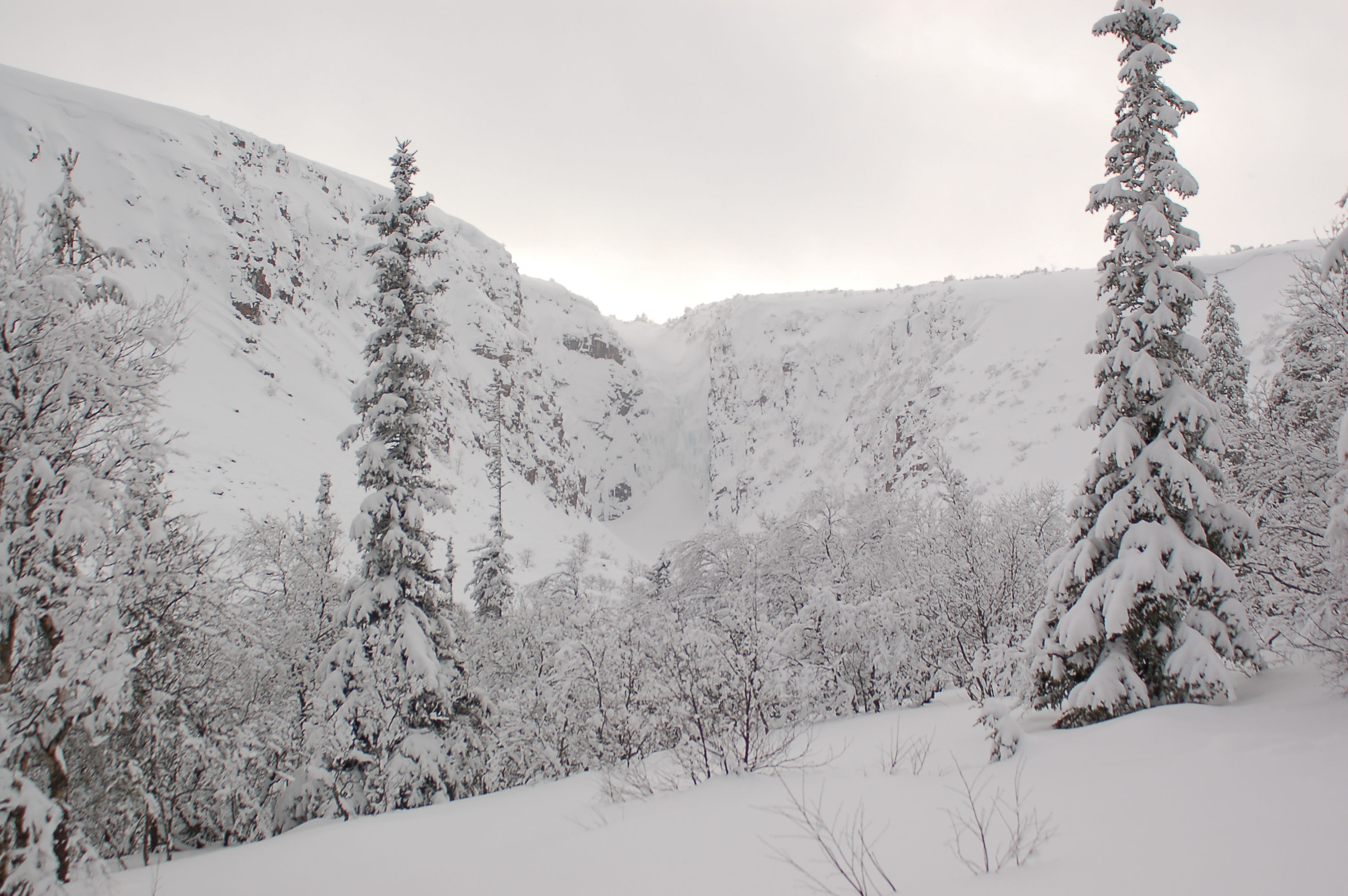
Парк зимой
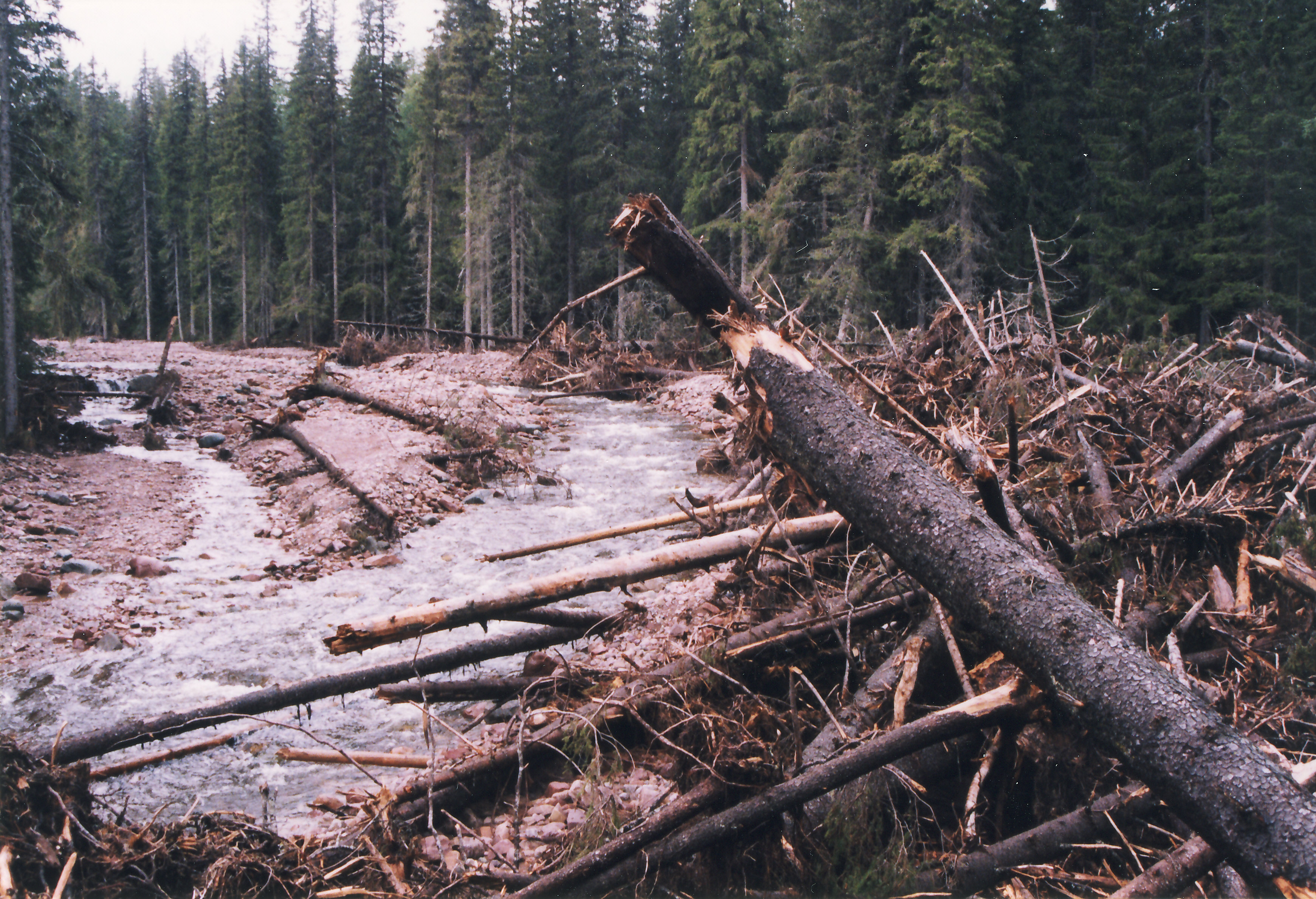
После урагана 1997 года

### Водные ресурсы

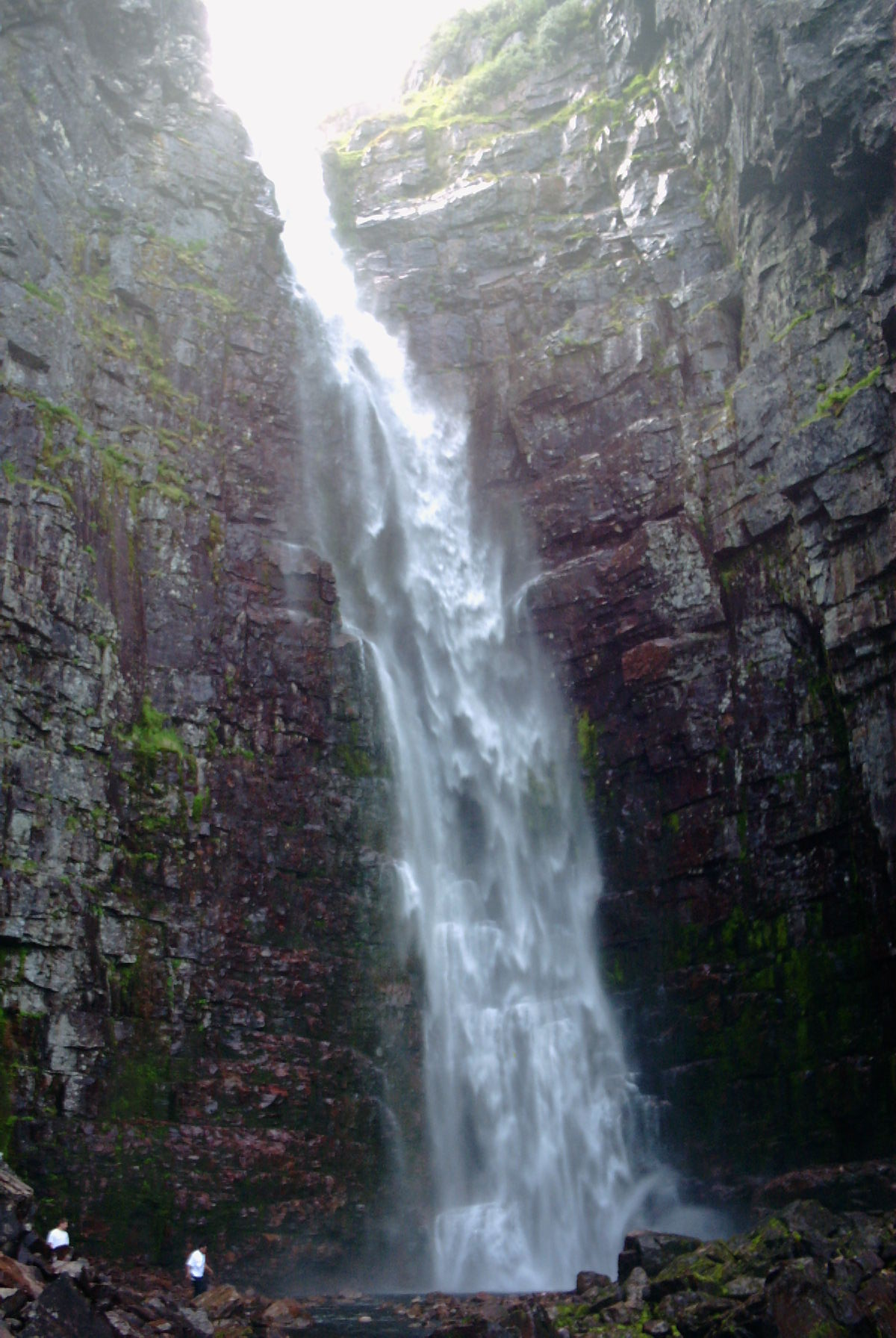
Водопад Ньюпешер

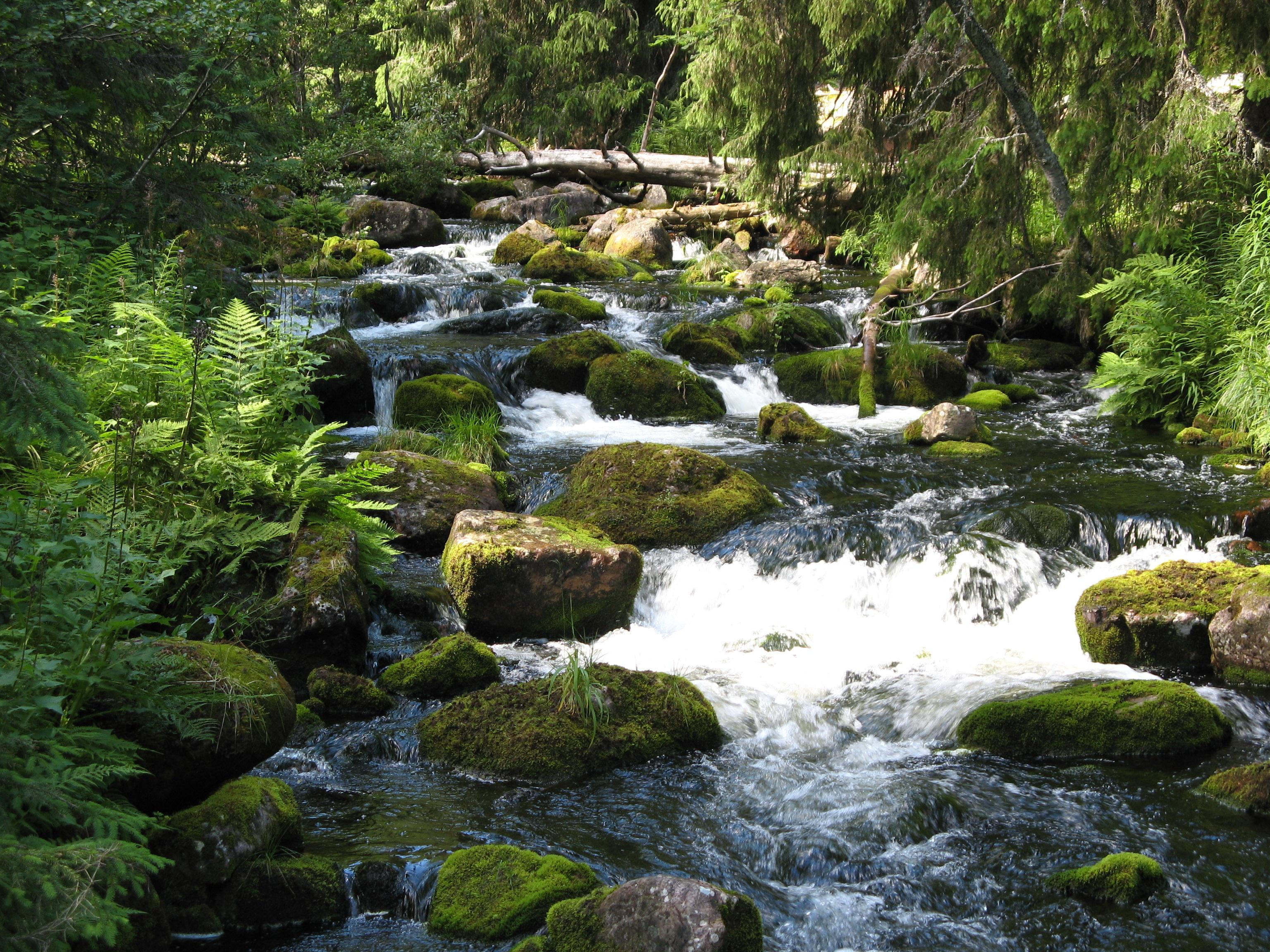
Горный поток в Фулуфьеллете

Парк располагает значительными водными ресурсами. Множество небольших рек берут начала в Фулуфьеллете, такие как Тангён, Гирён, Бергён, Фулубёган, Стора Ньюпён и Стора Гольян. Первые три питают реку Горёльвен, которая проходит на западе массива, три остальные являются притоками Фулан на востоке. Горёльвен и Фулан вместе образуют Вестердалельве, которая в свою очередь формирует великую реку Далэльвен.
Плато славится большим количеством водопадов. Самый большой из них — Ньюпешер — имеет высоту 93 метра (70 из которых — это свободное падение воды) и является самым высоким в Швеции. В южной части парка находятся несколько крупных озёр. Например, Стура Росьён1,01 км2 (0,39 кв. миль), Стура и Лилла Харсьён 0,77 км2 (0,30 кв. миль) и 0,65 км2 (0,25 кв. миль) соответственно, Стура Гетсьён 0,66 км2 (0,25 кв. миль) и так далее. Такие озёра достаточно быстро восполняются за счёт частых осадков. Парковая зона включает в себя несколько болот, общая площадь которых 20 км2 (7,7 кв. миль)

## Геологические особенности

### Строение

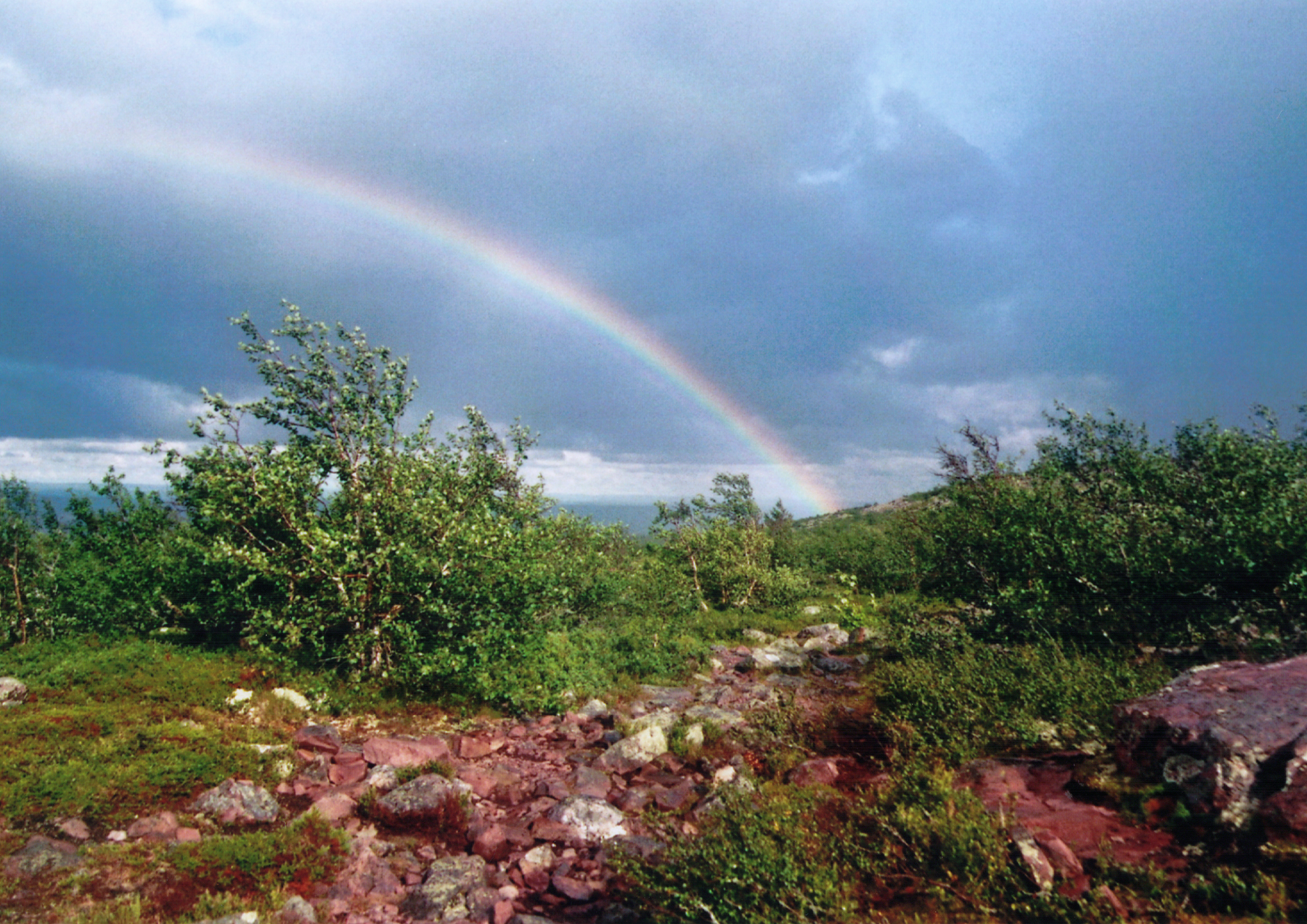
Виден песчаник (красноватый)

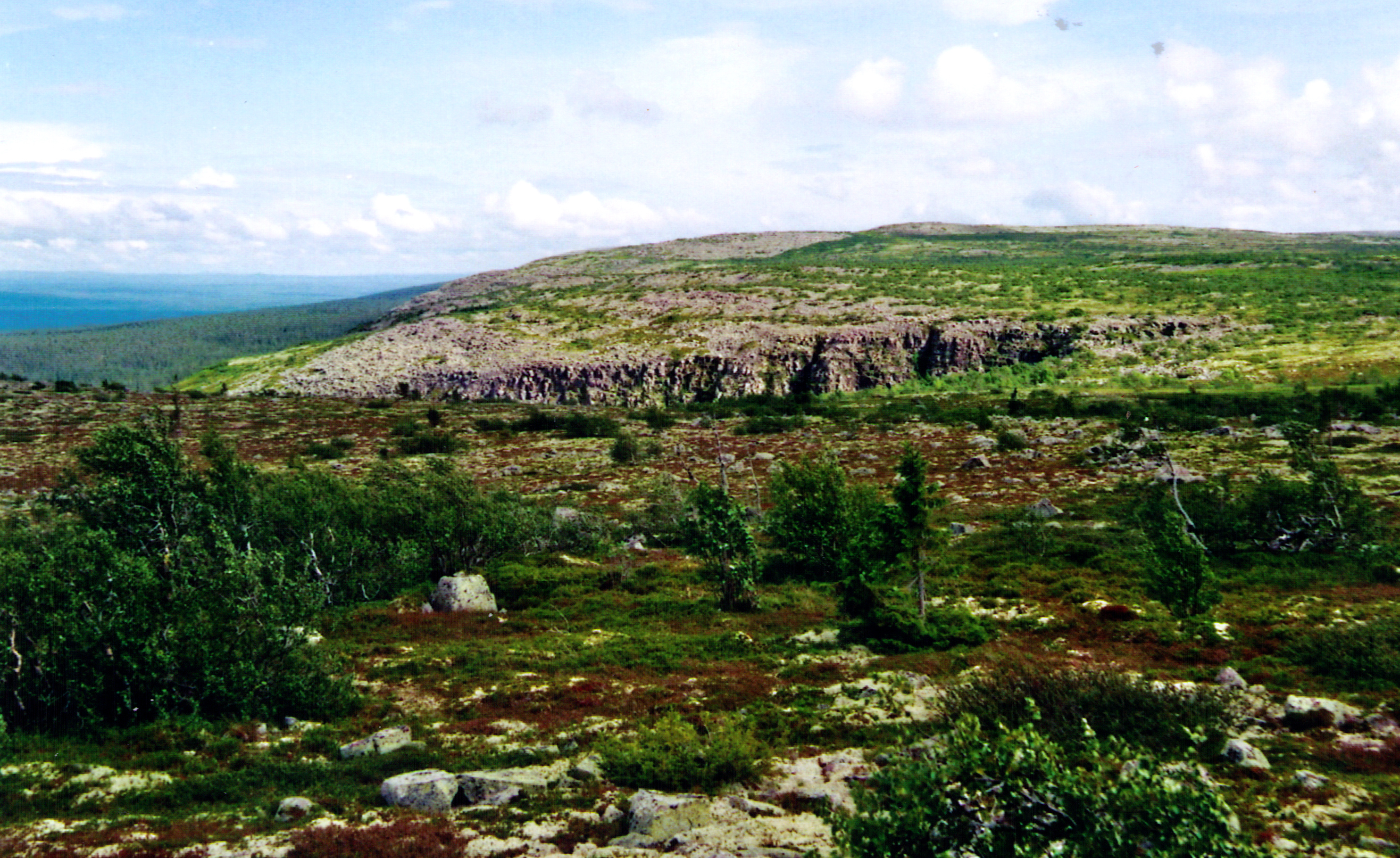
Как и на предыдущей фотографии, видно, что песчаник красного оттенка доминирует на плато

Массив национального парка состоит преимущественно из песчаника, который сформировался около 900 миллионов лет назад, когда эта часть Балтийской тектонической плиты была расположена на экваторе. Таким образом в те времена климат был пустынным с сухими ветрами и большим количеством песка. Со временем в горизонтальных слоях образовалась твёрдая порода — песчаник.
Такое геологическое строение очень отличается от остальных шведских территорий, где доминирует гранит. Так же оно разнится с другими частями Скандинавских гор, которые являются составляющими Каледонской цепи. Песчаная структура носит название Далекарлийской (или по-норвежски Трюсильской) и является самой большой в Швеции по площади и толщине слоя (около 1200 метров) Песчаник имеет красноватый оттенок, но также может быть серым, жёлтым и коричневым.
Вторая составляющая почвенных слоёв в этой зоне — это диабаз. Он очень важен в этой области, так как вместе с песчаников образует богатый субстрат, необходимый для растений. Также он более устойчив к эрозии, чем песчаник, следовательно, его можно увидеть и в сельской местности.

### Рельеф
Предположительно, около 60 миллионов лет назад западное побережье Скандинавии и восточная часть Северной и Южной Америки подверглись сильному тектоническому поднятию, что позже создало рельеф Фулуфьеллета. Причины этого до конца не ясны по сей день. Было предложено несколько гипотез, основные из которых подъём земной коры у Исландии и оледенения. Это поднятие позволило сформировать достаточно ровный участок поверхности, высотой в несколько тысяч метров.
Потом этот участок подвергся значительной эрозии, хотя значительно меньше, чем другие участки Скандинавии. Даже во время похолоданий, когда вся местность была покрыта толстым ледяным покровом, движение льдов было слабым, что не сильно сказалось на ландшафте парковой зоны.

## Флора и фауна
Парк расположен в WWF экорегионе скандинавской и русской тайги, хотя значительная часть находится в арктической зоне.

### Плато

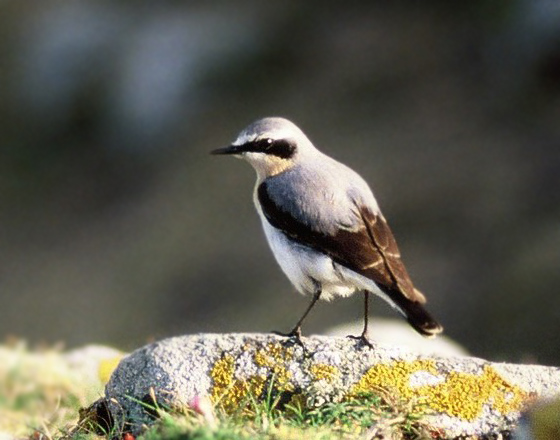
Обыкновенная каменка

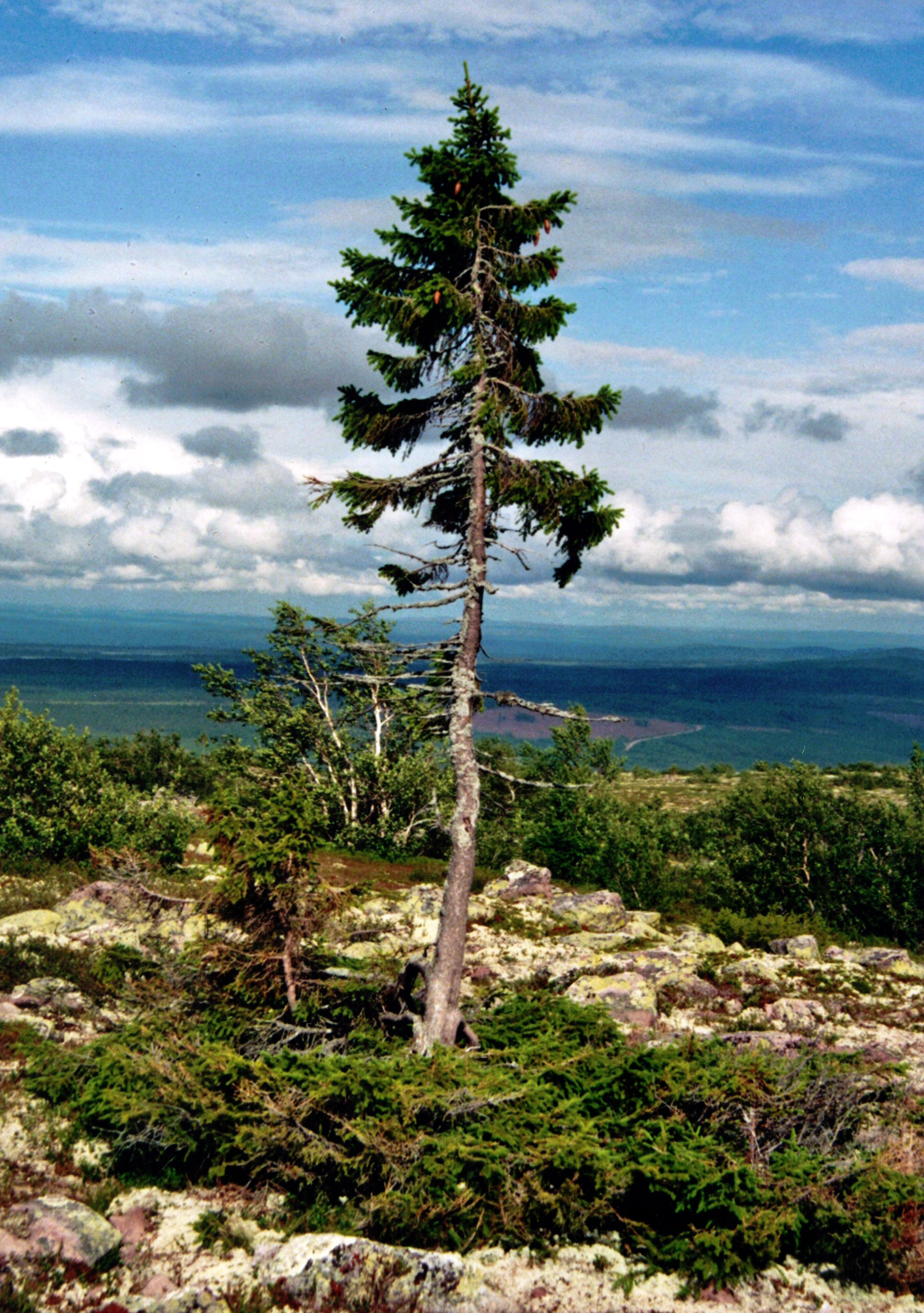
Старый Тикко

Из-за достаточно тяжёлых погодных условий и неплодородности почвы растительность не очень разнообразна. Среди наиболее распространённых видов встречаются можжевельник и берёза (пушистая). Также часто можно встретить травянистую иву, альпийскую ястребинку (Hieracium альпийский), альпийскую толокнянку (Arctostaphylos Alpinus), водянику (Empetrum), бруснику (Vaccinium Vitis-Idaea), чернику (Vaccinium myrtillus) и альпийскую азалию (Loiseleuria procumbens). Но то, что делает плато Фулуфьеллет отличным от других национальных парков, так это многообразие лишайников: ягель (Cladonia rangiferina) и Кладония звёздчатая (Cladonia Stellaris).  Так же в столь труднодоступном районе было найдено одно из самых старых в мире деревьев «Старый Тикко», возраст которого более 9500 лет.
Беден и животный мир плато. Здесь живут главным образом весничка (Phylloscopus trochilus), луговой конёк (Anthus pratensis), северная каменка (Oenanthe oenanthe), и реже попадаются евразийская золотистая ржанка (Pluvialis apricaria), хрустан (Charadrius morinellus), пуночка (Plectrophenax nivalis), лапландские подорожники (Calcarius lapponicus), куропатка (Lagopus lagopus). Скальная куропатка (Lagopus muta) встречаются редко на самых высоких склонах. Для многих этих видов парк — это южная часть их ареала Швеции.

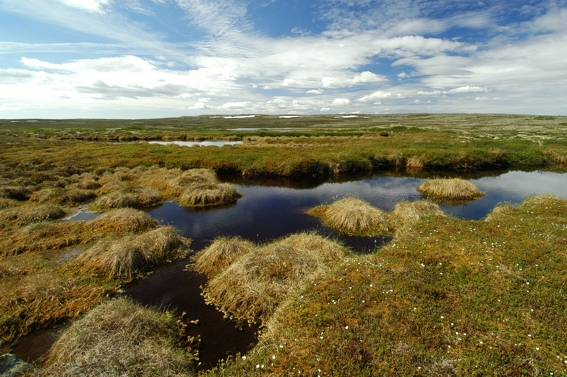
Болотистая местность
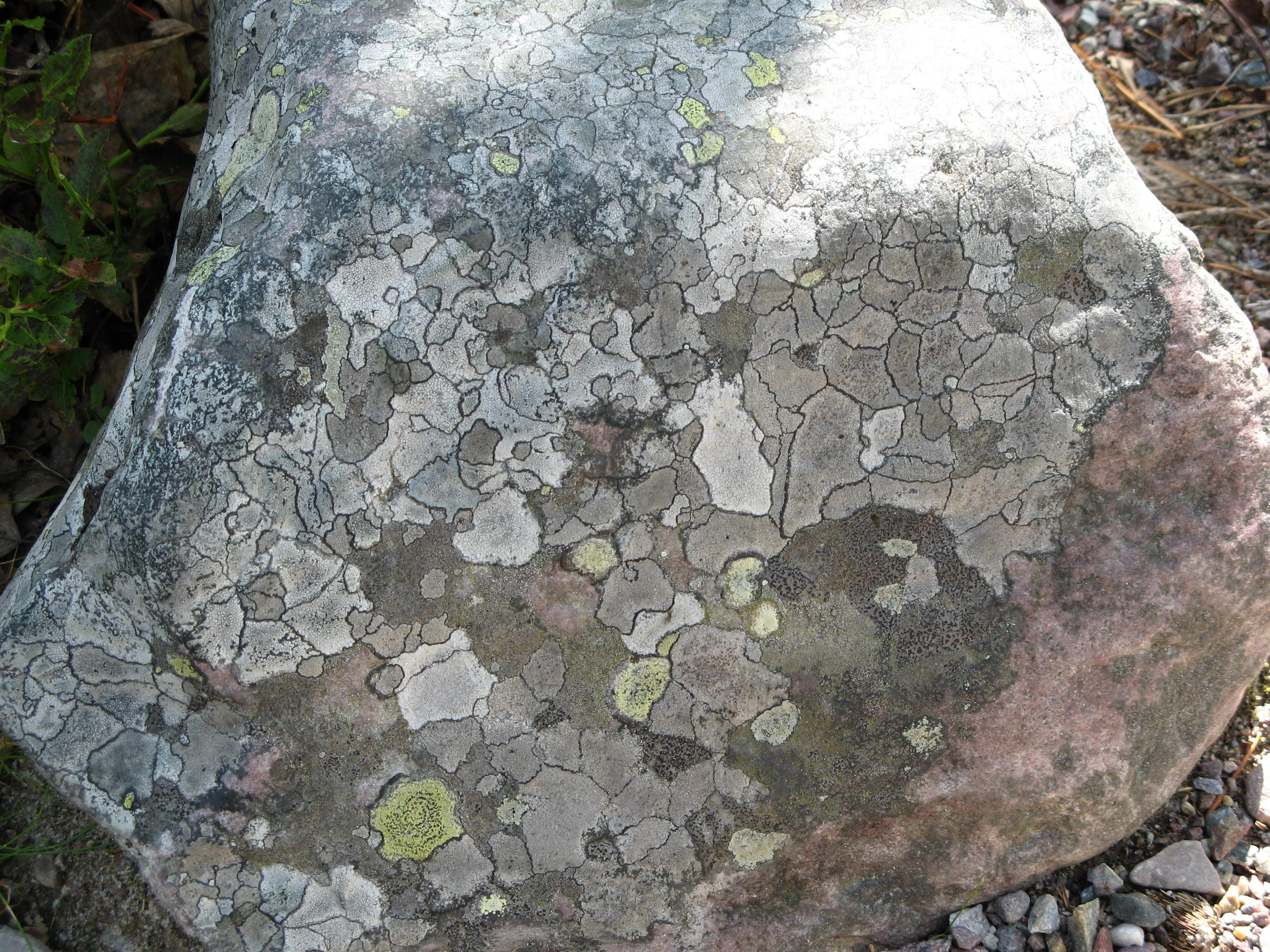
Лишайник на камне
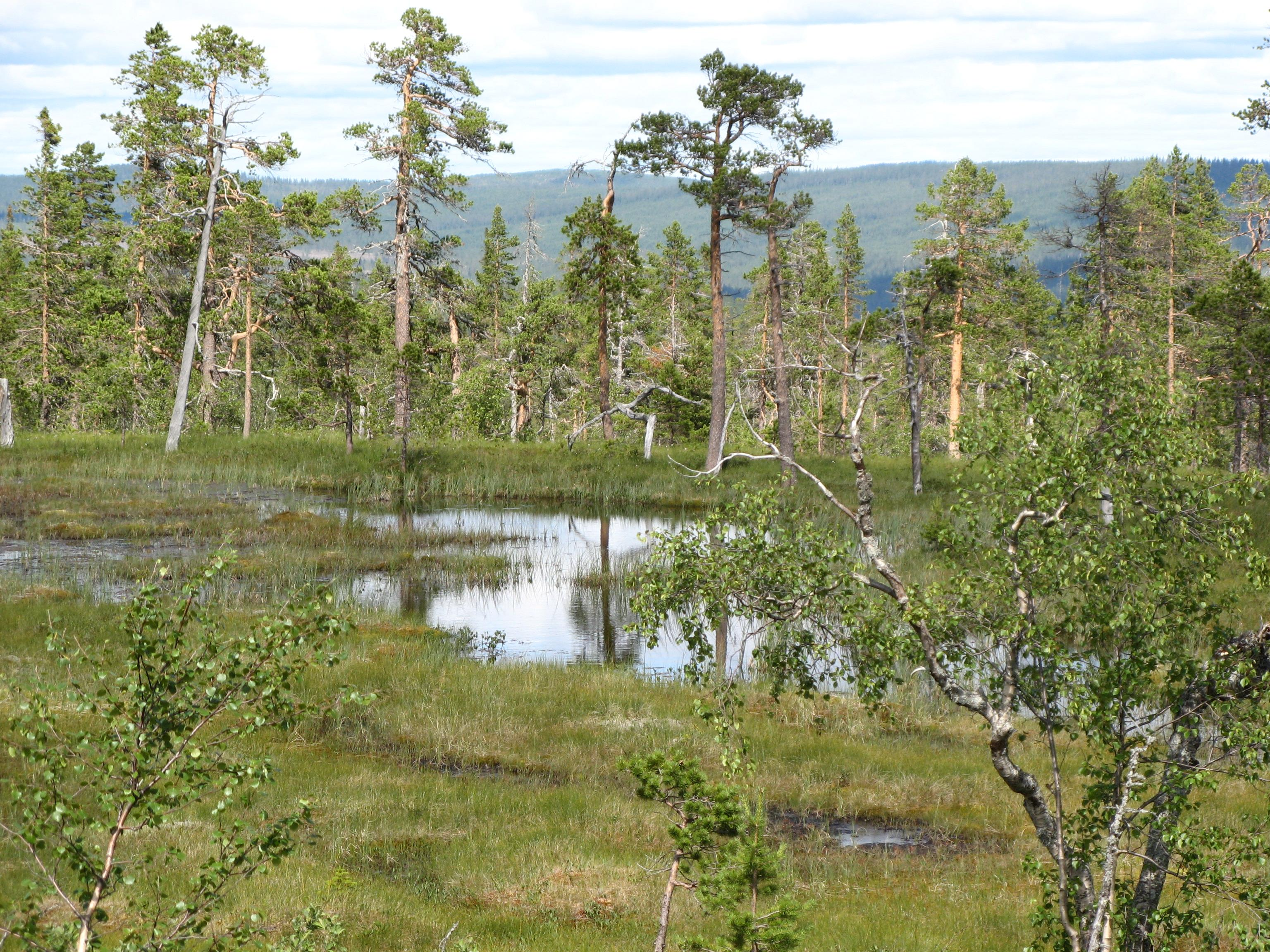
Ещё одно болото

### Долины и склоны

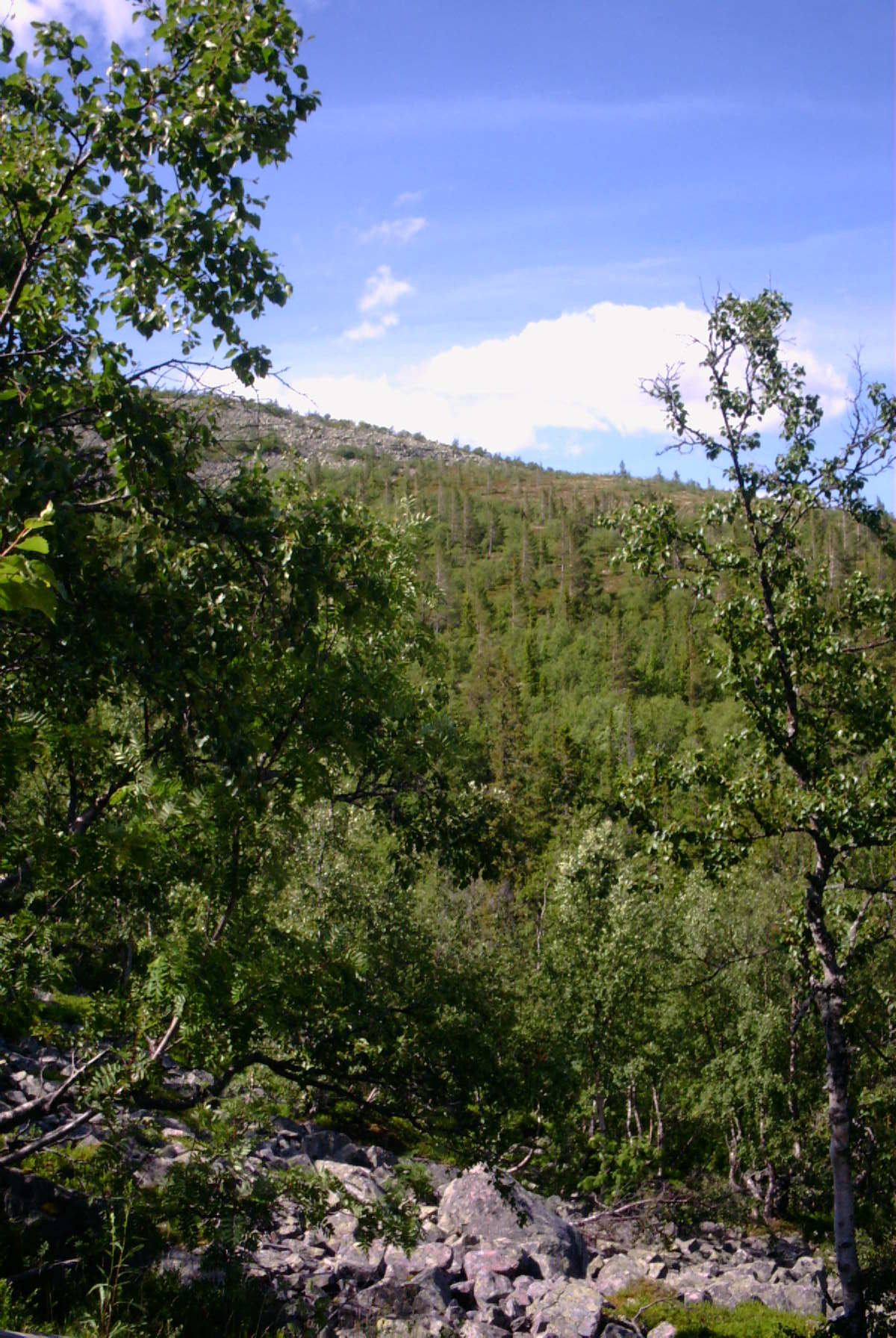
Лес на склонах Фулуфьеллета

В долине и на склоне горы диабаз содержится в почве в большем количестве, поэтому растительный мир здесь богаче. Эта область парка покрыта лесами, где растут некоторые деревья с разной высотой: берёза болотная (Betula pubescens), сосна обыкновенная (Pinus sylvestris) и ель обыкновенная (Picea abies) покрывают площадь размером 4100 га, 3500 га и 5000 га соответственно. Меньшие по размерам растения тоже вносят разнообразие в мир флоры. Так, на южном склоне горы можно увидеть шотландские сосны, а их месторасположение сильно напоминает пустошь, с растущими здесь вереском и водяникой. Другие представители этих мест — это чаще всего черника, дуб северный, папоротник (Gymnocarpium dryopteris), золотарник обыкновенный (Solidago virgaurea) и так называемая «коровья пшеница» марьянник луговой (Melampyrum pratense). Содержащая достаточный процент диабаза почва позволяет расти в этом месте и более требовательные к условиям растения: альпийский синий осот (Cicerbita alpina), герань лесная (Geranium sylvaticum) и аконит северный (Aconitum lycoctonum). Парк — очень крупный ареал для почти 2/3 всех видов мхов в стране.

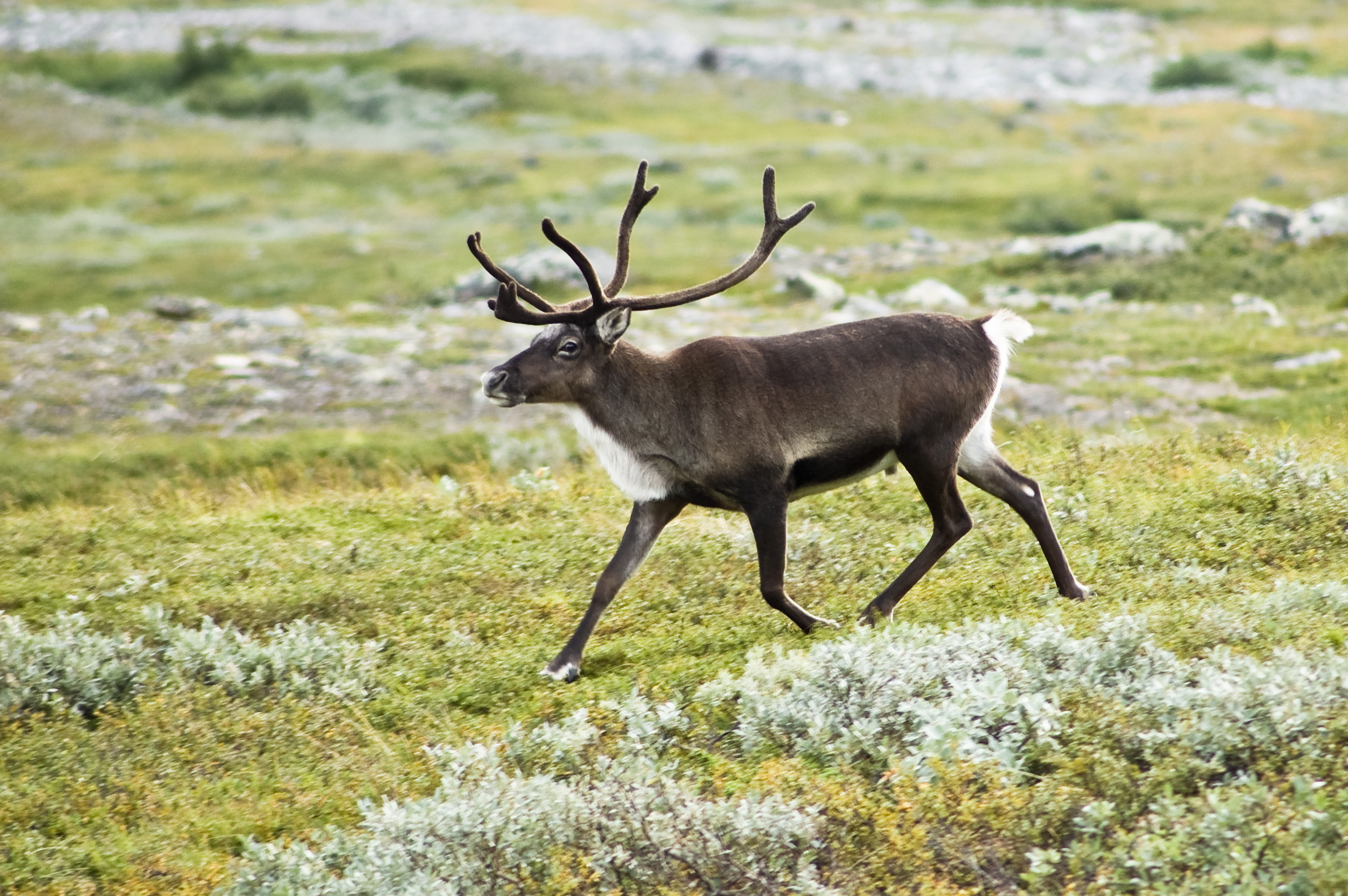
Северный олень

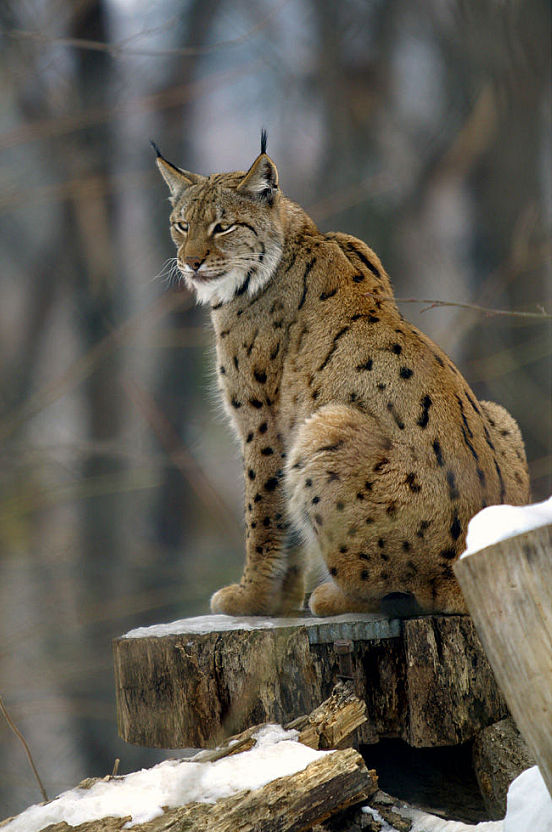
Евразийский рысь

В отличие от плато животный мир более насыщен. Это зона обитания бурого медведя (Ursus arctos), который проводит зиму в берлогах, расположенных вдоль склонов. Весной медведи спускаются на равнину и возвращаются только ко времени поспевания ягод. Природа служит местом жизни и для евразийской рыси (Lynx lynx). Оба этих вида охраняются государством. Кроме того, красная лисица (Vulpes vulpes) и другие хищники, например, росомаха (Gulo gulo), серый волк (Canis lupus) и арктическая лисица (Vulpes lagopus) встречаются гораздо реже и не имеют чёткого места обитания на этой территории. Национальный парк является домом для лося (Alces alces), который летом пасётся в горах, но предпочитает проводить зиму в низине, где меньше снега. Есть небольшая популяция диких северный оленей (Rangifer tarandus). Фулуфьеллет — это одно из немногочисленных мест в Швеции с высокогорьями, где нет пастбищ домашнего северного оленя. Овцебык (Ovibos moschatus), который ушел из этих мест около 4000 лет назад, вновь появился в Норвегии и иногда их можно увидеть на территории парка. Из более мелких животных можно назвать евразийскую красную белку (Sciurus vulgaris), европейскую куницу (Martes martes) и зайца-беляка (Lepus timidus). Как и в других горах Швеции и Норвегии здесь присутствует лемминг, но пятнистые особи наиболее многочисленны последнее время, в то время как других видов почти нет. Этому явлению до сих пор нет объяснения.

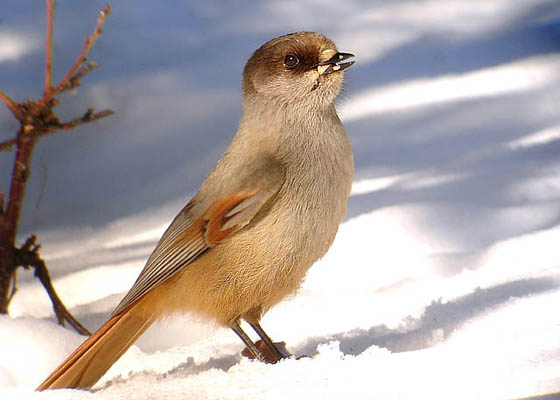
Кукша

Птичий мир наиболее разнообразен в лесной части парка. Можно встретить дрозда (Turdus torquatus), ворона (Corvus corax) и беркута (Aquila chrysaetos). Также присутствуют огромные дятлы (Picoides tridactylus), попугаевы клесты (Loxia pytyopsittacus), красные клесты (Loxia curvirostra), горихвостки (Phoenicurus phoenicurus), юрки (Fringilla montifringilla) и кукши (Perisoreus infaustus), последние птицы из которых является символом национального парка.

### Водно-болотистая местность

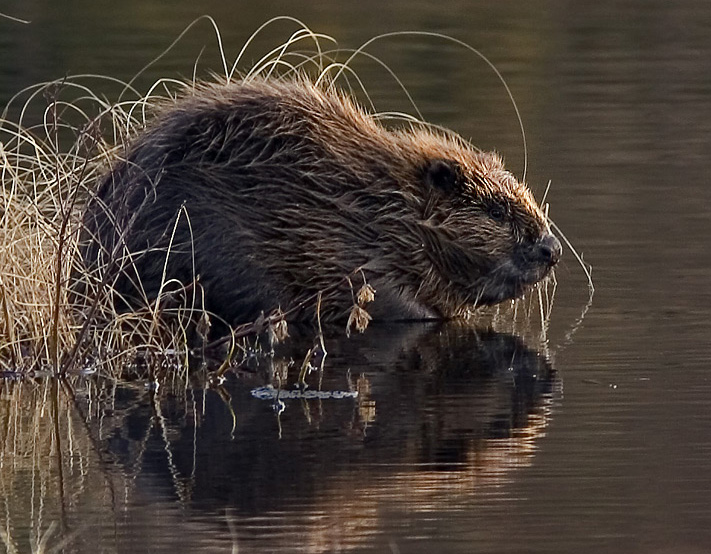
Европейский бобёр

В парке есть несколько территорий с болотами, но они как правило бедны растительностью, за исключением нескольких клочков земли, где много диабаза. Однако некоторым растениям всё же удаётся расти в достаточно трудных условиях: золотистая камнеломка (Chrysosplenium alternifolium), песчанка (Epilobium alsinifolium), аконит и дерево звездчатка (Stellaria nemorum). У водопада Ньюпешер наиболее подходящие условия для роста щавеля (Oxyria digyna), который обычно не растет в этих местах. Как и везде в парке здесь облюбовали место мхи и лишайники, что делает Фулуфьеллет одним из самых богатых на многообразие этих видов во всей Швеции. 394 видов мхов и около 500 видов лишайников произрастают здесь. Их обилие объясняется также тем, что в этом месте не пасутся в больших количествах олени.
В этих местах строит свои плотины бобёр, который практически исчез несколько лет назад из-за интенсивной охоты, но к настоящему времени восстановил свою популяцию. Отличает водно-болотистые угодья парка и обилие птичьего мира. Здесь гнездятся морская чернеть (Aythya marila), морянка (Clangula hyemalis), синьга (Melanitta nigra), красношеий плавунчик (Phalaropus lobatus). большой улит (Tringa nebularia) и фифи (Tringa glareola). Попадается большой кроншнеп (Numenius arquata), который считается исчезающим видом.
Озёра в основном населены арктическим гольцом (Salvelinus alpinus), форелью (Salmo trutta) и налимом (Lota lota). Воды парка славятся своим великолепием живых существ и были защищены законом в 1962 году.

## История

### Предыстория
В отличие от норвежской части массива шведская сторона плохо изучена с археологической точки зрения. Первые следы человеческой деятельности датированы Каменным веком, в то время как территория была освобождена от ледников 8000 лет назад. Присутствие людей доказывает найденный древний топор у реки Фулан. Жители были охотниками-собирателями, и не осталось ни одного известного поселения вплоть до Железного века.
Четыре погребальные каменные пирамиды Железного века являются одним из самых известных свидетельств той эпохи. Это всё, что было обнаружено в Даларне. Их можно увидеть в северо-восточной части плато в 2 км к юго-востоку от Ньюпешера (2-4 метра в длину и 1 метр в высоту).
Во времена викингов некоторые постоянные поселения были построены вокруг Мора. Таким образом можно понять, что люди стали жить постоянно в долинах Фулуфьеллета ещё до 1000 года н. э.

### Средние века и современность

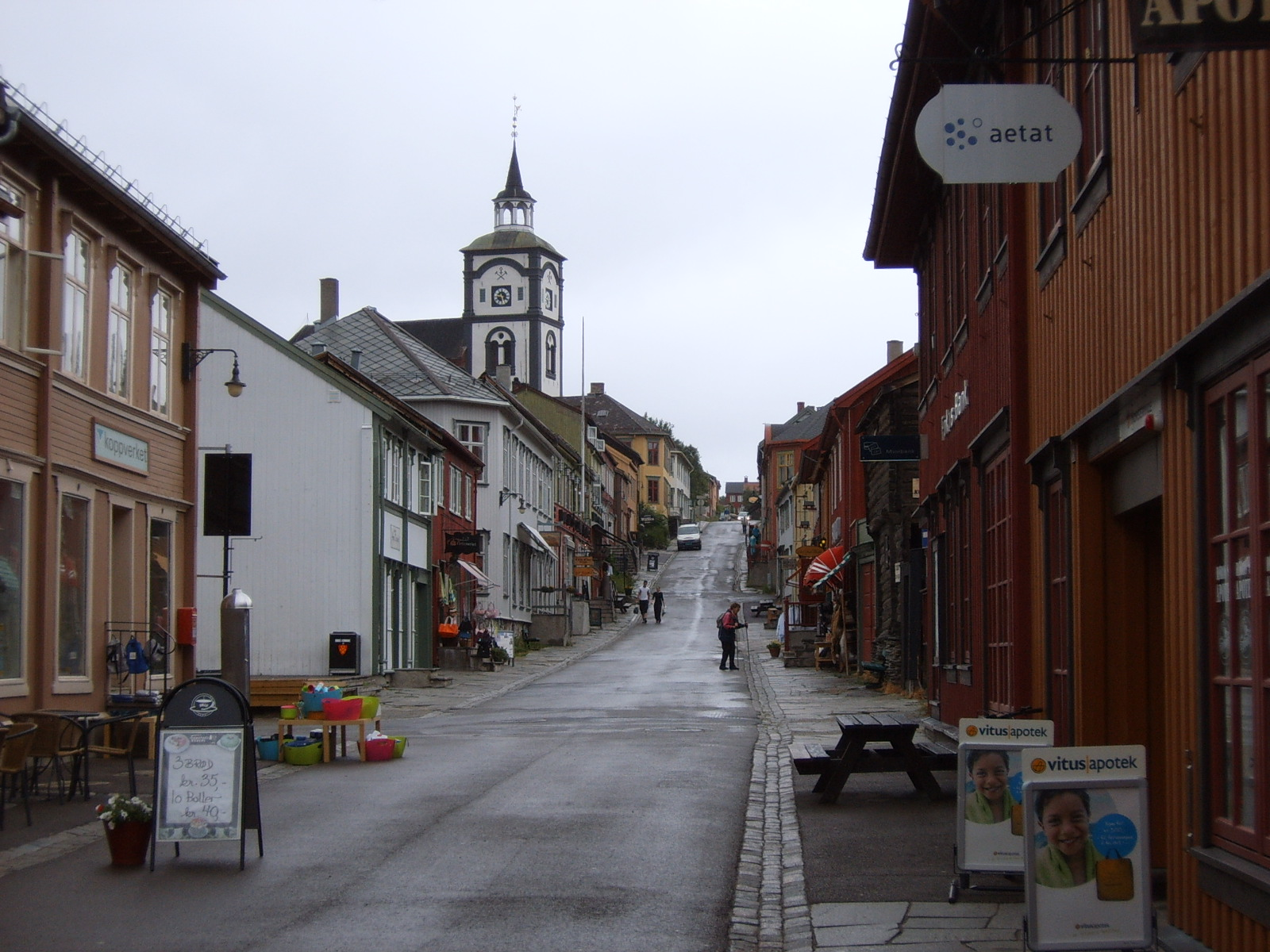
Город Рёрус в Норвегии использует огромное количество древесины для собственных нужд

Деревни Сёрна, Хеден и Идре вероятно были созданы в связи с присутствием оленя в этих местах и охоты на него. Торговля оленями и продуктами оленеводства существовала тогда по всей Европе. Тем не менее она пошла на спад в XIV веке.
В средние веке территория часто перекраивалась из-за своего расположения на норвежско-шведской границе. Тогда массив был полностью норвежский, но в 1644 году Швеции удалось захватить Сёрну во время датско-шведской войны. Тем не менее Брёмсбургский мирный договор не решил территориальных споров полностью до 1751 года.
Количество сёл выросло в XIX веке: Гёрдален, Сторбёкен, Сторброн, Хёгнассен, Мёркрет, Тъярнваллен и Лилледален. Многие из парковых троп датируют эпохой перегонного животноводства.
До XVIII века территория использовалась прежде всего как место для охоты и пастбищ. Несмотря на то, что рудникам Рёрусу требуется огромное количество древесины, транспортные проблемы сохраняли Фулуфьеллет от вырубки. Это продолжалось до средины XIX века, когда развилась активная лесная промышленность в регионе по добыче, транспортировки и лесосплаву сначала по реке Гёрельвен, когда приостановились конфликты с Норвегией. Дереводобыча не затронула наиболее недоступные места. Такие места остаются нетронутыми по сей день.

### Охрана

Карта расположения шведской и норвежской частей парка

Первой территорией, защищённой государством в 1937 году, была площадь 62 га вокруг водопада Ньюпешера, что стало прообразом заповедника в Швеции. В 1946 году 365 га леса вдоль Гёльян были классифицированы как охраняемые. Затем 350 га вокруг Лёвасен попали под защиту и, наконец, в 1960 году Фулуфьеллет был расширен ещё на 342 около Ньюпешера. На протяжении 1960—1970 -х годов территория получил статус природного парка и неоднократно увеличивалась. В 1990 году выпас олений был запрещён.
В 1989 году встал вопрос сделать Фулуфьеллет национальным парком. Переговоры с местными властями начались в следующем году, но местное население было против. Один из аргументов в пользу создания заповедника было развитие зимнего туризма и привлечение сюда больше посетителей, главным образом иностранцев. Противники этой идеи высказывались против присутствия зарубежных туристов в этих местах. Кроме того, в этом случае для местных вводились ограничения на охоту, рыбалку и использование снегохода. Администрация муниципалитета Альвдален выслушали критические замечания по этому поводу. Основатели идеи таким образом изменили стратегию развития парка и согласовались с жителями, как последние хотят видеть будущее проекта. Обсуждения были продолжены и в 1999 году жители высказались «за». Идея создания национального парка больше не рассматривалась как набор ограничений. Это привело к реализации идеи в 2002 году. Официальным мотивом послужило «чтобы сохранить территорию центральных гор с характерной растительностью и богатством природы в относительно нетронутом виде». Фулуфьеллет стал первым шведским национальным парком, открытым с 1962 года. Официальная церемония открытия прошла 17 сентября 2002 года в присутствии короля Карла XVI Густава. Здесь также охраняются виды птиц с 1996 года. Парк стал одним из первых в проекте PAN, созданный WWF для совмещения охраны и туризма в этих регионов.
Начиная с самого начала существования шведского Фулуфьеллета норвежская общественность также хотела создать защищённый участок на своей территории для сохранения популяции бурых медведей. 27 апреля 2012 года был создан национальный парк Фулуфьеллет теперь на территории Норвегии.

## Администрация и управление

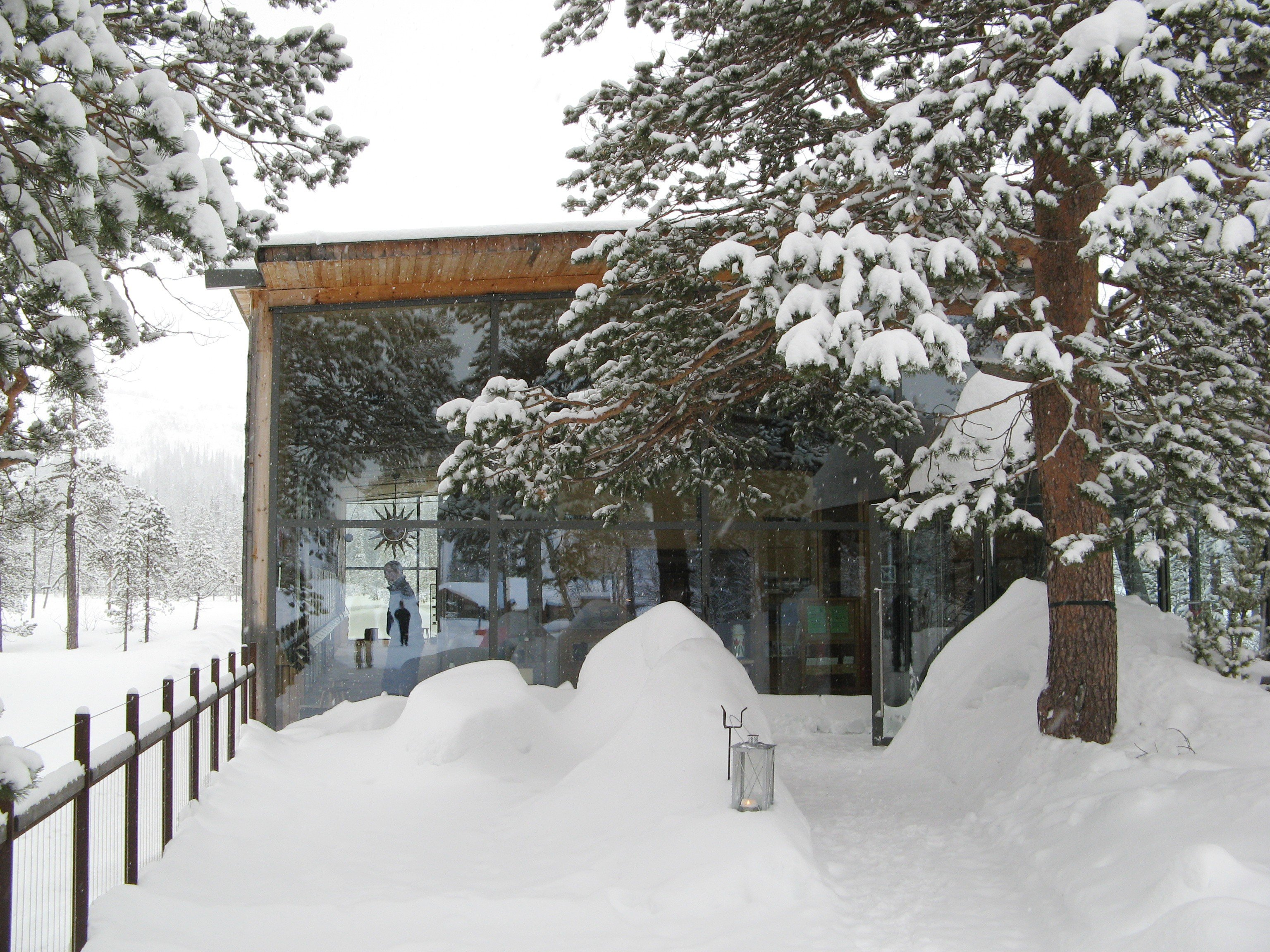
Посетительский центр в Фулуфьеллете

Как и в других национальных парках, управление и администрирование разделены между Шведским агентством управления и охраны (Naturvårdsverket) и административного совета ленов Швеции (Länsstyrelse). Первое отвечает за предложение создания новых парков, утверждением которых занимается Риксдаг в ходе консультации с административными советами муниципалитетов страны и ленов. В случае с Фулуфьелетом, руководством парка занимается администрация лена Даларна.
Парк разделён на 4 зоны, каждая из которых выполняет свои функции. Это первый из всех заповедников с таким строгим зонированием. Более 60 % территории занимает зона № 1 с очень большими ограничениями: это самое сердце парка, где есть лишь небольшая туристическая инфраструктура. К юго-востоку находится зона № 2. Здесь разрешена охота на лося, но туристическая деятельность ограничена. Туризм особо развит в зоне № 3, занимающую 25 % парка. Тут много троп и оборудованных дорожек для посетителей. Наконец, Зона № 4 занимает всего 1 % площади с радиусом двести метров вокруг водопада Ньюпешер.

## Туризм

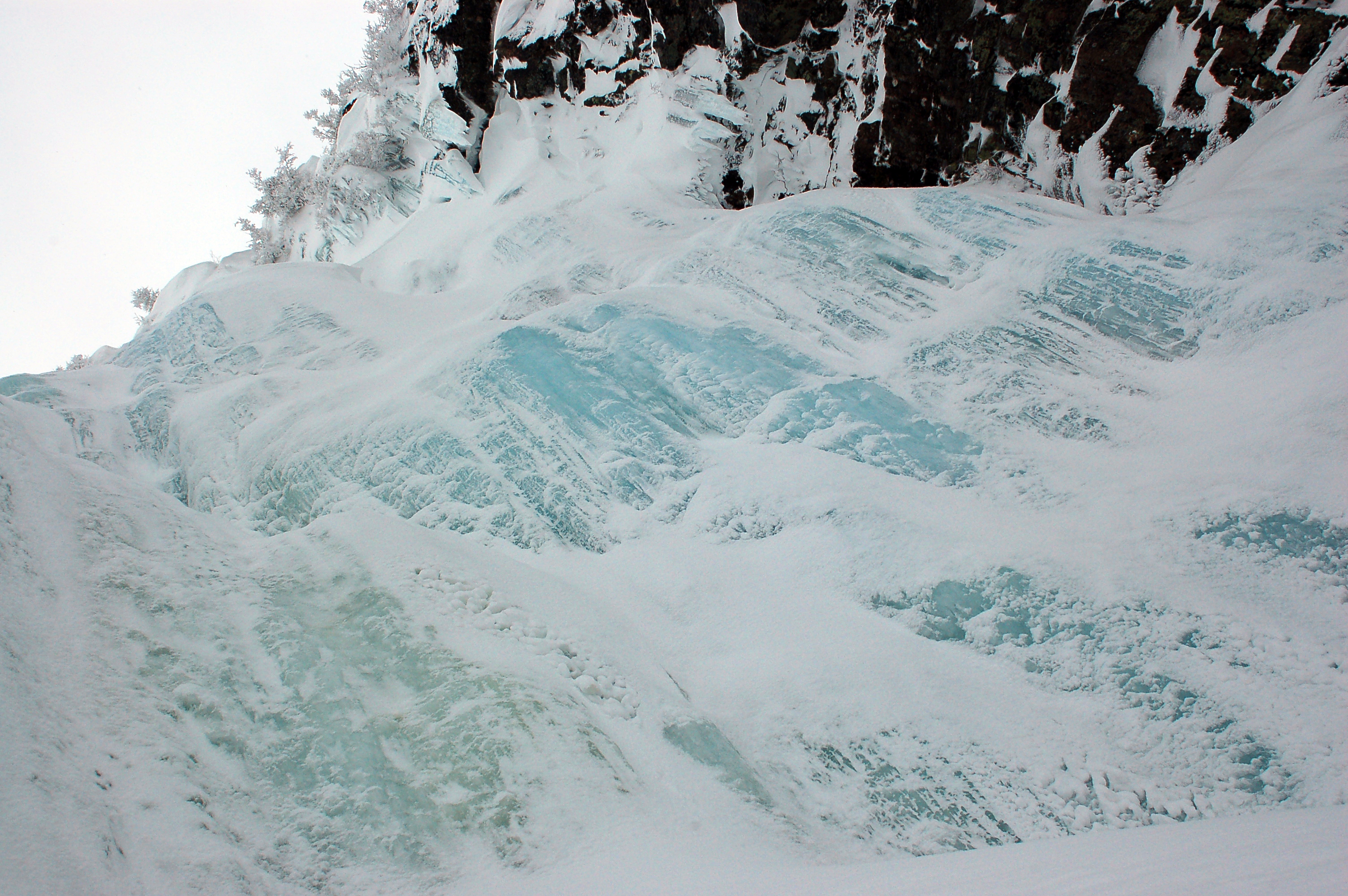
Замёрзший Ньюпешер зимой главная достопримечательность зимой для подъемов

Фулуфьеллет — самый южный и близкий для большинства жителей страны горных парков. Он принял 53000 посетителей в 2003 году (80 % которых были здесь летом). По сравнению с 2001 годом это больше на 40 %. Около трети туристов из-за границы, в основном из Германии. Люди хотят посмотреть в первую очередь на Ньюпешер, самый большой в Швеции (93 метра). Для туристов также интересны следы великой бури 1997 года, видные в районе водопада. Главный вход тоже расположен здесь. В этом месте расположен туристический центр, где содержать некоторые экспонаты парка и начинаются экскурсии. Протяженность троп 140 км.
Наиболее распространены среди туристов короткие походы (1—3 ч.) и реже длительные (до 5 дней), преимущественно среди немецких. Популярен альпинизм в районе уже упомянутого водопада. Лыжный спорт развит слабо из-за отсутствия специальных трасс. Рыбалка доступна только после покупки специального разрешения.

Панорама Ньюпешера, важнейшего объекта в парке